# Mauk Weber
Mauk Weber (Den Haag, 1 de março de 1914 - 14 de abril de 1978) foi um futebolista neerlandês.

## Carreira
Mauk Weber fez parte do elenco da Seleção Neerlandesa de Futebol que disputou a Copa do Mundo de 1934, e de 1938.

## Ligações Externas
- Perfil em Fifa.com (em inglês)